# Николаус Штанец
Николаус Штанец (рођен 29. априла 1968, Беч) је аустријски шаховски велемајстор.
Он је освојио аустријски Шаховски шампионат десет пута у периоду 1995—2005. године. Штанец је такође представљао Аустрију на шаховским олимпијадама 1994. и 1996, као и на Европском екипном шаховском шампионату у Пули 1997.
Интернационални Мајстор постао је 1991. године, а титулу велемајстора стекао је 2003. године.